# Rodelinde
Rodelinde oder Rodelinda (* um 510) war die erste Frau des Langobardenkönigs Audoin. Dieser Ehe entstammte der spätere Langobardenkönig Alboin. 
Der oströmische Kaiser Justinian bot den Langobarden unter Audoin die Stadt Noricum und Gebiete südlich der Donau zur Besiedlung an. Darüber hinaus bot er dem König die Tochter Amalabergas, einer, wie Prokop meint, Amalerin und ehemaligen Thüringerkönigin, zur Ehe an. Diese war, zusammen mit zahlreichen Ostgoten, nach Konstantinopel deportiert werden. Diese das Königtum Ardoins aufwertende Eheverbindung führte dazu, so wurde geschlussfolgert, dass der König seine bisherige Ehefrau Rodelinde verstieß, um aus besagten politischen Gründen die neue Ehe einzugehen. Allerdings wird dies weder in der Origo gentis noch von Paulus Diaconus erwähnt; letzterer schreibt nur: „Audoin … Rodelindam in matrimonium habuit; quae ei Alboin, virum bellis aptum et per omnia strenuum, peperit“. Andererseits, wie eine Reihe von Historikern einwarf, kann es sich bei Rodelinde wegen des Namens nicht um eine Amalerin gehandelt haben, was wiederum Prokop behauptet. Um diesen Widerspruch zwischen dem Namen und der Abstammung von den Amalern aufzulösen, wurde also eine Verstoßung der dementsprechend ersten Ehefrau konstruiert. 